# Ралле
Ралле (фр. Rallet) ― российский и французский производитель парфюмерии.  
Предприятие было основано в 1843 году в Москве французским парфюмером Альфонсом Ралле (1819–1894) как торговая марка Alphonse Rallet & Co.  В 1896 году компания Ралле была приобретена другим французским парфюмером Леоном Шири. К 1900 году компания завоевала лидирующие позиции на российском рынке духов, мыла и косметики и стала официальным поставщиком для монарших дворов России, Персии и Черногории. Когда российские активы Ралле были национализированы в 1917 году после революции, компания была восстановлена во Франции. В 1920 году технический директор Ралле Эрнест Бо создал серию духов для Коко Шанель, одним из которых был Chanel № 5. В 1926 году компания была продана Франсуа Коти.

## История

### Альфонс Ралле
Альфонс Ралле (1819–1894) родился в Шато-Тьерри в семье Антуана (1771–1857) и Мари-Луизы Ралле, где он был младшим из семи детей. 
В 1842 году Ралле отправился в Москву, а весной 1843 года основал мыло-парфюмерную фабрику, где вначале работало около 40 человек. К Ралле присоединился в Москве его старший брат Юджен (1814–1865), профессор французской литературы, который первоначально стремился продолжить преподавательскую карьеру, но в конечном итоге присоединился к своему младшему брату в его предпринимательском деле. 
В Москве братья встретили торговца Эмиля Бодрана, который также был родом из Франции. Через Бодрана Альфонс Ралле познакомился с Матильдой Фарконе, дочерью Фредерика (1807–1863) и Матильды Фарконе, на которой он женился в 1854 году. Фарконет, юрист и республиканец, стал исполняющим обязанности мэра Гренобля в 1848 году и прослужил на этом посту несколько лет, прежде чем уйти в отставку из-за изменившихся политических обстоятельств в стране. 
В 1855 году в Москве у Ралле родился единственный ребёнок ― Ольга. В 1856 году, уладив дела в России, но страдая от проблем с лёгкими, Ралле вернулся со своей женой и дочерью во Францию и начал работу по восстановлению Шато-Сервьен в Бивье, который он приобрёл во время своего брака. С 1865 по 1888 год Ралле занимал пост мэра Бивье. 
Юджен Ралле позже женился на Леоне Фарконе, сестре Матильды. 
Ольга Ралле вышла замуж за Августина Бланше из семьи бумажных мастеров. Она умерла в 1888 году при родах своего восьмого ребёнка. 
В 1857 году Альфонс Ралле, Эмиль Бодран и Наполеон Найрал присоединяются к Жозефу Вика (1821–1902) для капитализации завода Вика по производству цемента. Доля Ралле составила 25 % от уставного капитала. 
Альфонс Ралле, страдавший слепотой в течение последних десяти лет своей жизни, умер в 1894 году и был похоронен в Бивье.

### Парфюмерия в Российской империи
В начале лета 1843 года Альфонс Ралле основал предприятие в Москве, где было организовано производство стеариновых свечей. Фабрика была оснащена одним паровым двигателем, на ней трудилось 40 рабочих. Позже к нему присоединился его старший брат Юджен. В 1818 году было обнаружено, что стеарин, часто производимый из пальмового масла, является хорошим веществом для производства свечей, поскольку он производит минимальную сажу и сохраняет свою форму при высоких температурах; очень скоро он начал использоваться в производстве, в том числе и в России. В Москве братья познакомились с Эмилем Бодраном, торговцем из Франции, который стал деловым партнёром Ралле. 
К 1855 году производство осуществлялось в 22 деревянных зданиях в Тёплом переулке в Замоскворечье. Парфюмеры были наняты из Франции, а сырьё поступало из Франции и Италии. Помимо свечей, Ралле также производил духи, одеколон, мыло, пудру и помаду. 
В 1855 году Ралле получил престижное звание Поставщика Двора Его Императорского Величества. В этом же году Торговый дом Ралле приобрёл Хрустальную фабрику Фридриха Францевича Дютфруа, впервые предоставив Ралле возможность изготавливать собственные оригинальные графинчики для бутылок. Дютфруа, в свою очередь, стал совладельцем и акционером Ралле. 
В 1856 году, столкнувшись с проблемами с лёгкими, Альфонс Ралле продал предприятие и вернулся во Францию со своей женой и маленькой дочерью. Покупателями была группа инвесторов, в которую входил Бодран Бюжон, компания продолжила носить имя Ралле и управляется Фридрихом Дютфруа. Компания стала известна как «А. Ралле и К.»: это название воспроизводилось на продукции и в рекламе. 

В 1898 году компания была приобретена Леоном Шири, владельцем большого парфюмерного дома Grassois, основанного Антуаном Шири ещё в 1768 году. 
В течение второй половины XIX века предприятие Ралле продолжало расширяться. Зависимость от иностранных поставщиков была снижена за счёт приобретения плантаций на юге России для выращивания ароматических культур. Было запланировано строительство новой фабрики на Бутырской улице под руководством знаменитого архитектора Оскара-Жана Францевича Дидио. Этот завод, построенный в 1899 году, был оснащён новейшими технологиями, включая паровые машины, электричество, лифт и телефонную связь. 
В течение последних 20 лет XIX века компания Ралле получала огромную прибыль от продажи модных одеколонов. В этот период директорами товарищества были М.И. Проскуряков, А.А. Ламерсье и председателем правления Эдуард Эдуардович Бо. Бо ранее работал клерком в торговой компании Мюр и Мерилиз. В 1898 году его младший брат Эрнест Бо присоединился к компании в качестве лаборанта. Техническим директором Ралле был А.А.Лемерсье, талантливый парфюмер, который интересовался всеми современными техниками производства, включая новые продукты ароматической химии. По воспоминаниям Эрнеста Бо в тот период «парфюмерия стоит прежде всего на том, чтобы готовить и смешивать небольшое количество веществ». 
В декабре 1896 года компания была реорганизована, а её уставной капитал составил 1 миллион рублей. К 1903 году он вырос до 1,5 млн. рублей, а чистая прибыль составляла 75 000 рублей. К 1913 году капитал достиг 2 000 250 рублей, а выручка оценивалась в 180 022 рублей. 
К началу XX века компания Ралле предлагала около 1500 продуктов и имела три розничных магазина в Москве и занималась оптовой торговлей в Санкт-Петербурге, Харькове, Одессе, Ташкенте. Доставка осуществлялась по железной дороге по всей России, а также в Китай, Персию и на Балканы.

### Призы и награды
Начиная с 1855 года, когда Ралле стал официальным поставщиком императорского двора России, компания добилась большого признания. Позднее Ралле стал официальным поставщиком для монарших дворов Персии и Черногории. Компании было даровано право изображения государственного герба Российской империи четыре раза, что весьма необычно. 
В 1878 году на Парижской всемирной выставке продукция Ралле была удостоена высоких наград. В 1900 году на Парижской выставке продукция Ралле была удостоена гран-при. 

### Букет Екатерины
В 1912 году Ралле добился большого успеха со своим Le Bouquet de Napoleon, ароматом, выпущенным с большой помпой в ознаменование столетия Бородинской битвы. Аромат был разработан техническим директором Ралле, парфюмером Эрнестом Бо. 
В том же году парфюмерная компания Houbigant Parfum представила Quelques Fleurs, созданный Робером Бьенемом. В Quelques Fleurs был впервые использован 2-метил ундеканол, который был синтезирован Жоржем Дарзенсом в 1903 году. Включение этого соединения дало Quelques Fleurs «современное» чувство, которое очаровало многих молодых современников Бьенема, в том числе парфюмеров Chiris: Винсента Рубера, Анри Альмераса и Анри Рубера, а также Эрнста Бо. 
В следующем году Ралле представил «Букет Екатерины», названный в честь Екатерины Великой и приуроченный к трёхсотлетию династии Романовых. «Букет Екатерины» разработал Эрнест Бо. 
Довоенных экземпляров этого аромата больше не существует, но считается, что Bouquet de Catherine близок или идентична послевоенному аромату Ралле Le No.1. Когда ранний образец Le No. 1 был подвержен химическому анализу в 2007 году, было обнаружено, что в Le No 1 используется альдегидный «коктейль», подобный тому, который был найден в Chanel No. 5, который также был творением Эрнеста Бо. Отсюда выдвигается предположение о том, что Chanel No. 5 был разработан на основе «Букета Екатерины». 

### Советский период
В 1917 году предприятие «А. Ралле и К.» было национализировано советским правительством и переименовано в «Мыльная и парфюмерная фабрика № 7». При этом производство было объединено с фабрикой его бывшим главного конкурента, Брокара. Бывшие фабрики Ралле отныне занимались производством исключительно мыла. 
Мыльная и парфюмерная фабрика Брокара, созданная французом Анри Брокаром в Москве в 1861 году, после национализации была переименована в «Мыльная и парфюмерная фабрика № 5». 
Недовольные этими «числовыми» названиями, новые управленцы обратились с петицией в Совет народных комиссаров о переименовании. В 1922 году бывшее предприятием «Ралле» стало известно как «Свобода», а бывшее предприятие «Брокар» ― как «Новая заря». 
Заводы попали под контроль Полины Жемчужиной, жены Вячеслава Молотова, которая стала руководителем косметического треста Советского Союза в 1920-х годах. Эту должность она сохраняла до 1932 года, когда она вызвала недовольство Иосифа Сталина после самоубийства его жены. 
«Новая заря» продолжает оставаться крупным парфюмерным предприятием в постсоветской России.

### Постсоветская эпоха
Фабрика «Свобода», в которой работает около 1500 человек, специализируется на производстве мыла и средств по уходу за кожей. Она входит в десятку крупнейших косметических компаний России вместе с Procter & Gamble, L'Oreal, Gilette, Kalina, Schwarzkopf & Henkel, Unilever, Невская косметика, Colgate и Beiersdorf. Как и большинство других российских косметических компаний, главный офис «Свободы» по-прежнему находится в Москве. 

### Ралле во Франции
После национализации французские сотрудники Rallet уехали работать на главном заводе Chiris в Ла Бокка, Франция, где компания изо всех сил пыталась восстановиться. К ним присоединился Эрнест Бо в 1919 году. К 1926 году он покинул Rallet, чтобы стать техническим директором Chanel и Bourjois, а Rallet был продан Coty. Сертификат на акции Rallet от 1 июня 1926 года показывает название компании как Société Française des Parfums Rallet. 
Американская корпорация Rallet была зарегистрирована в штате Делавэр в 1947 году и продукция Rallet предлагалась, по крайней мере, ещё в 1948 году, хотя компания так никогда и не восстановила свою былую популярность. 

## Парфюмерия Ралле

### В Российской империи
- Нильская Лилия (1880)
- Букет незабудок и роз (1887)
- Ле Лис де Нил (1889)
- Флёр де Неж (1890)
- Примавера (1890)
- Миньонетт-Резеда (1890)
- Дыхание весны (1890)
- Роза в России (1890)
- Гелиотроп (1890)
- Резеда (1890)
- Королевский двор (1893)
- Снежные капли (1895)
- Весовой № 3 (1895)
- Махровая сирень (1895)
- Алиенор (1900)
- Сада Якко (1900)
- Орхидея (1910)
- Букет Наполеона (1912)
- Букет Екатерины (1913) [после войны ― Ралле Le No.1][30][31]

### Парфюмерия во Франции после Первой мировой войны
- Le No.1 (после 1914/1923)
- Sada Yakko (1925)
- Gardénia (ок. 1926-1929)
- Le No.3 (ок. 1925-1929)
- Le No.33 (ок. 1925-1929)
- Floric (1927)
- Xyris (1928)
- Maidou (1930)
- La Giroflée (1932)
- Confession (1934)
- Last Paradise (1935)
- Le Success (1935)[32]